# Loxonia
Loxonia es un género con tres especies de plantas herbáceas  perteneciente a la familia Gesneriaceae. Es originario del sureste de Asia. Comprende 6 especies descritas.

## Descripción
Es una planta herbácea perennifolia con rizomas subterráneos . Con indumento de pelos, por lo tanto las plantas aparecen pegajosas al tacto. Los tallos son erectos con la parte superior ± curva. Las hojas son contrarias, grandes hojas sub sésiles , con la  lámina oblicuamente ovada , con venación pinnada y pequeñas hojas como estípulas , reniformes o suborbiculares. Las inflorescencias colocadas frente a las hojas grandes , aparentemente salen de las axilas de las pequeñas hojas . Sépalos libres de base o indirectamente connatos para formar un cáliz de dos labios , los lóbulos triangulares y estrechos. Corola de color blanco verdoso , con el tiempo spsrece un punto morado en cada lado de la garganta del tubo corto. Los frutos en cápsulas con 4 válvas. Semillas reticuladas.

## Distribución y hábitat
Se distribuyen por el oeste de Malasia, Sumatra, la Península Malaya, Borneo y, Java. Son hierbas que crecen en los bosques en lugares húmedos y en las rocas húmedas en la sombra. 

## Taxonomía
El género fue descrito por William Jack y publicado en Trans. Linn. Soc. London 14: 40. 1823.
Etimología
El nombre del género deriva del griego λοξος ,  loxos = oblicua , aludiendo a las hojas fuertemente asimétricas . 

## Especies
- Loxonia discolor Jack,
- Loxonia hirsuta Jack,
- Loxonia burttiana A.Weber